# مؤسسة التدريب الأوروبية
مؤسسة التدريب الأوروبية European Training Foundation (ETF) هي وكالة تابعة للاتحاد الأوروبي. تأسست مؤسسة التدريب الأوروبية في عام 1990، وتعمل منذ 1994، ويقع مقرها في تورينو بإيطاليا.
تساعد مؤسسة التدريب الأوروبية في تحسين أنظمة التدريب المهني في الدول غير الأعضاء في الاتحاد الأوروبي، ومعظمها في المناطق المجاورة مثل البلدان التي تستعد للانضمام إلى الاتحاد الأوروبي، وشمال إفريقيا، والشرق الأوسط، والبلقان، والاتحاد السوفيتي السابق. تقدم المؤسسة لهذه البلدان نظرة ثاقبة ومعرفة وخبرة في تدريب الأشخاص على وظائف جديدة وفي تطوير برامج التعلم مدى الحياة. تتعاون بشكل وثيق مع الوكالة الشقيقة، المركز الأوروبي لتطوير التدريب المهني (Cedefop)، الذي لديه تفويض بشأن التدريب المهني داخل الدول الأعضاء في الاتحاد الأوروبي.

## التأسيس
تأسست مؤسسة التدريب الأوروبية بموجب لائحة المجلس رقم 1360 في عام 1990 ، وأعيدت صياغتها لتصبح رقم 1339 في عام 2008. وتحدد اللائحة المعاد صياغتها دور مؤسسة التدريب الأوروبية في المساهمة في تنمية رأس المال البشري في سياق سياسات العلاقات الخارجية للاتحاد الأوروبي.

## الدعم والتعاون
تدعم مؤسسة التدريب الأوروبية 29 دولة على الحدود مع الاتحاد الأوروبي لتحسين التعليم المهني وأنظمة التدريب، وتحليل الاحتياجات من المهارات والتدريبات، وتطوير أسواق العمل لديها، لمساعدتهم على تحسين التماسك الاجتماعي وتحقيق نمو اقتصادي أكثر استدامة، والذي بدوره يفيد الدول الأعضاء ومواطنيها من خلال تحسين العلاقات الاقتصادية. وتتعاون أيضا على أساس خاص بكل بلد وكذلك على أساس متعدد البلدان، ليناء انكاط للاستمرارية في السياسة وتعزيز تصميم السياسة القائمة على الأدلة وتنفيذها.

## مجالات العمل
تغطي أنشطة الموئسسة مع الدول الشريكة مجموعة من المجالات ذات الصلة:
- تحليل المهارات واحتياجات العمل
- حوكمة النظام، بما في ذلك مشاركة أصحاب المصلحة
- الحوار الاجتماعي ومشاركة القطاع الخاص
- نظم التأهيل وضمان الجودة
- التعلم القائم على العمل
- تدريب المعلمين
- التعلم الريادي والكفاءات الأساسية
- الإرشاد المهني.

## الإدارة والموظفين
- كان أول مدير لها بيتر دي رويج من هولندا (1994-2004)
- ثم موريل دنبارمن بريطانيا (2004-2009)
- مادلين سيربان، رومانيا (2009-2017).
- اعتبارًا من 1 سبتمبر 2017، كان مدير مؤسسة التدريب الأوروبية هو سيزار أونستيني من إيطاليا.[2]

تضم مؤسسة التدريب الأوروبية ما يقرب من 130 موظفًا، يمثلون معظم الدول الأعضاء في الاتحاد الأوروبي وبعض الدول الشريكة لمؤسسة التدريب الأوروبية خارج الاتحاد الأوروبي.

## الروابط الخارجية
- مؤسسة التدريب الأوروبية
- وصف مؤسسة التدريب الأوروبية على موقع الاتحاد الأوروبي